# アリサンアイ
アリサンアイ（阿里山藍、学名：S. flexicaulis）  はキツネノマゴ科イセハナビ属の多年生草本。

## 特徴と分布
枝分かれが多く叢生し、高さ1 mに達する。葉は対生するが、大きさが異なる。茎は四角形で稜があり無毛。葉は卵状披針形で先は尖り鋸歯縁。花序軸はしばしばジグザグになる。萼は開花時に約1 cmだが結実時は約 3.2 cm まで伸びる。花冠は青紫色の鐘形で長さ約4 cm。蒴果は長楕円形で長さ1.6–2 cm、無毛。台湾における花期は9–11月で2月に結実する。染色体数2n=30。

## ギャラリー
アリサンアイの画像（Wikimedia Commonsより）
- 草姿
- ジグザグの茎
- 側面から見た花

## 分布と生育環境
台湾原産。標高200–2,300 mの森林内の川沿いに生育する。1997年刊行の朝日百科植物の世界にはヒマラヤ産ストロビランテス・フレクシカウリスが掲載されている。

## 分類について
アリサンアイは台湾阿里山産標本に基づき記載された。以前は南西諸島産の下記2種が同種とされていた。
- コダチスズムシソウ S. glandulifera Hatus. (同種S. flexicaulis var. flexicaulisとされていた)
- オキナワスズムシソウ S. tashiroi Hayata (アリサンアイの変種S. flexicaulis var. tashiroiとされていた)

これらは形態が類似し、茎や葉裏が前者はほぼ無毛、後者は有毛である点のみで区別されることから、かつてはいずれもアリサンアイと同一種で後者は変種扱いが妥当とされていたが、生態と分布の違いによりこれら3種はそれぞれ別種と判断された。YListの記述も別種扱いで、本項における学名表記はこれに従ったが、POWO ではこれら3種を同一種としている。